# إرنستاس إجرسكيس
إرنستاس إجرسكيس (بالليتوانية: Ernestas Ežerskis)‏ مواليد 5 مايو 1987 في بانيفيزيس، ليتوانيا، هو لاعب كرة سلة ليتواني. بدأ مسيرته الاحترافية في سنة 2004. يبلغ طوله 6 قدم 4 بوصة (1.9 م).

## المسيرة الاحترافية
لعب مع نادي ليتكابليس لكرة السلة من سنة 2004 إلى 2006، ثم لعب مع ليتوفوس رايتس في موسم 2006–2007، ثم لعب مع نادي أتلتاس لكرة السلة من سنة 2007 إلى 2009، ثم لعب مع نادي ليتكابليس لكرة السلة من سنة 2009 إلى 2012، ثم لعب مع ليبايا لوفاس في سنة 2012، ثم لعب مع نادي نفيجيس لكرة السلة في سنة 2012.

## روابط خارجية
- إرنستاس إجرسكيس على موقع الاتحاد الدولي لكرة السلة (الإنجليزية)
- إرنستاس إجرسكيس على موقع الدوري الأوروبي لكرة السلة (الإنجليزية)
- إرنستاس إجرسكيس على موقع كرة السلة الأوروبية.كوم (الإنجليزية)
- إرنستاس إجرسكيس على موقع ريلجم (الإنجليزية)
- إرنستاس إجرسكيس على موقع بروبوليرز (الإنجليزية)